# مقطع لفظي

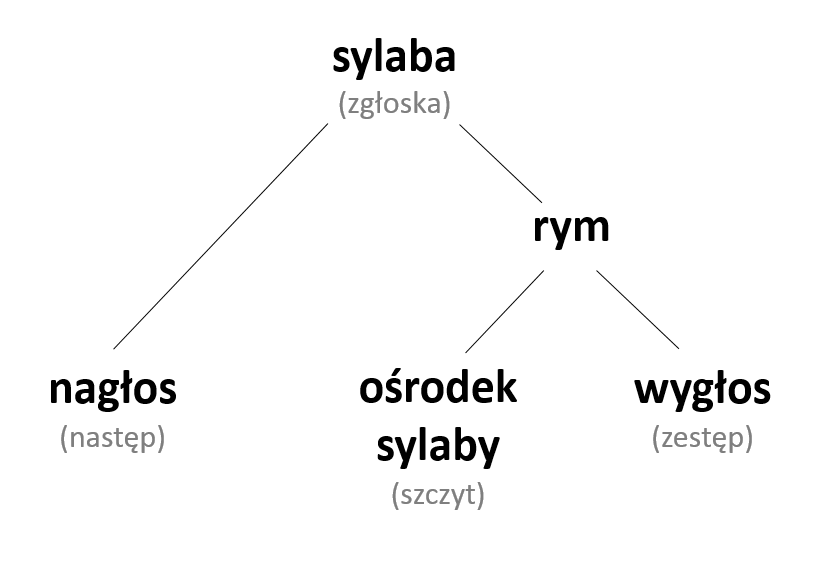

الْمَقْطَع (باليونانية: συλλαβή وتلفظ ‎[si.la.ˈvi]‏) وحدة من الوحدات التي يقسم إليها صوت الكلام الإنساني، وهو متعلق بانسيابية الكلام حيث أن الكلام في معظم لغات العالم لا ينساب بوتيرة واحدة وإنما بشكل مقطع. على سبيل المثال، كلمة «استمر» تلفظ بالمقاطع التالية: اِس-تَ-مَر-رَ.
المقاطع هي وحدات فونولوجية وليست وحدات إملائية أو قواعدية، وبالتالي فهي ليست محصورة ضمن أطر الكلمات، وفي كثير من اللغات تكون المقاطع عابرة لحدود الكلمات، ونجد ذلك في اللغة العربية عندما تتلو كلمة مبدوؤة بهمزة وصل كلمة منتهية بمقطع خفيف أو مقطع مغلق؛ مثلا «رجلان اسماهما» تلفظ رَ-جُ-لا-نِس-ما-هُ-ما، أو اسم «عبد العزيز» يلفظ عَب-دل-عَ-زيز.
إن ماهية المقاطع في لغة معينة قادرة على التأثير على إيقاع اللغة وانسيابية الكلام فيها وميزانها الشعري إلخ.

## بنية المقطع
يتركب المقطع عادة من ثلاثة أقسام: بداية ونواة وخاتمة، والنواة هي الجزء الوحيد الإلزامي وهي عادة ما تكون «صائتا»، والذي قد يكون فوكالا أو ديفثونغا أو حتى كونسونا سونوريا كـ /r/ أو /l/.
في تمثيل بنية المقاطع يرمز عادة للفوكالات بالرمز V وللكونسونات بالرمز C. على سبيل المثال، المقطع bar يمثل بالشكل التالي CVC.

## أنواع المقاطع
كثيرا ما تقسم المقاطع من حيث بنيتها إلى مقاطع مفتوحة ومقاطع مغلقة. المقطع المفتوح هو الذي تنقصه خاتمة تلي النواة؛ مثلا المقطع بَر مغلق والمقطع بَ مفتوح.
في بعض اللغات كاللغة اللاتينية والعربية تقسم المقاطع من حيث بنيتها إلى مقاطع خفيفة ومقاطع ثقيلة. هذا التقسيم مهم في تحديد المقطع الذي يتلقى نبرة الكلام في تلك اللغات.

## أنواع الكلمات من حيث بنيتها المقطعية
كثيرا ما تقسم الكلمات من حيث عدد مقاطعها إلى كلمات أحادية المقطع أو مونو-سولابية (مثلا «أن») أو ثنائية المقطع أو دي-سولابية (مثلا «فم» فَ-مُن) أو ثلاثية المقطع أو تري-سولابية (مثلا «كتب» كَ-تَ-بَ). وفي حال كان في الكلمة أكثر من ثلاثة مقاطع قد توصف بأنها بولي-سولابية أو عديدة المقاطع.

## مقاطع اللغة العربية
مقاطع اللغة العربية الفصيحة هي ستة:
| النوع | المقطع | الوزن    | مثال |
| ----- | ------ | -------- | ---- |
| مفتوح | CV     | خفيف     | كتب  |
| مفتوح | CVV    | ثقيل     | كاتب |
| مغلق  | CVC    | ثقيل     | كاتبْ |
| مغلق  | CVVC   | ثقيل جداً | كتابْ |
| مغلق  | CVCC   | ثقيل جداً | رمزْ  |
| مغلق  | CVVCC  | ثقيل جداً | شابّ  |
تسمح اللهجات العامية بأنواع أخرى من المقاطع وخاصة المقاطع المبدوؤة بعقدة مكونة من أكثر من صامت CC- التي هي ممنوعة في الفصحى لأنها لا تبدأ بساكن، ويكثر هذا النوع من المقاطع جدا في لهجات شمال أفريقيا ولهجات شبه الجزيرة وغيرها.